# Елютины
Елютины — древний русский дворянский род.
Род разделился на несколько ветвей и внесён в VI и II части дворянской родословной книги Рязанской губернии.
Род внесён в родословную книгу Харьковской губернии.

## История рода
Род показан выехавшим из немец. Одного происхождения с Брюхатовыми. Прозвание получили от предка Харлама Лютого.
Владели поместьями в Ряжском уезде и служили городовую службу: Пётр Харламович, Данила Дмитриевич и Иван Никитич (1579), Иванец Харламович (1579—1592), Пётр Харламович (1591), Тимофей Иванович (1592—1594), Иван Романович и Борис Васильевич (1594), Кирилл и Иван Ивановичи (1597).
Владели поместьями в Рязанском уезде (1590-х) пять представителей рода, в Воронежском уезде трое представителей рода (1629).
Трое представителей рода владели населёнными имениями (1699).

## Известные представители
- Елютин Михаил Васильевич — убит на службе (1678).
- Елютин Гаврила Иванович — стряпчий (1679—1692), дано поместье деда в Ряжском уезде (1657).
- Елютин Василий Иванович — стольник (1692), дано поместье деда в Ряжском уезде (1657).
- Елютин Ларион Гаврилович — дано поместье отца в деревне Табеево Ряжского уезда (1696).
- Елютин Кондратий Нестерович — прапорщик рейтарского строя (1697)[3][4].